# محمد كامارا (لاعب كرة قدم مواليد 1989)
محمد كامارا هو لاعب كرة قدم غيني، ولد في 6 أبريل 1989.